# Kusträsk skjutfält
Kusträsk skjutfält, är ett militärt skjutfält som ligger öster om Norra Bredåker, och cirka  13 km nordväst om Boden. Skjutfältet är cirka 3.315 hektar stort och sträcker sig cirka 10 km från Luleälvens norra strand. Terrängen på fältet är kuperad med höjdnivåer på mellan 30 och drygt 200 m ö h, den lägre terrängen finns i den sydvästra delen av fältet.